# Glossogobius circumspectus
Glossogobius circumspectus är en fiskart som först beskrevs av Macleay, 1883.  Glossogobius circumspectus ingår i släktet Glossogobius och familjen smörbultsfiskar. Inga underarter finns listade i Catalogue of Life.